# Røros
Røros (saamijski: Plassje) je grad i istoimena općina u županiji Gualdalen, u administrativnoj regiji Sør-Trøndelag u Norveškoj.
Røros je dobio ime po rijeci Røa koja se ovdje ulijeva u veću rijeku Glåma (os je na norveškom "usta rijeke"). 
Grad je najpozantiji po svojim rudnicima bakra iz 17. stoljeća, od kojih je stariji samo rudnik srebra u Kongsbergu. Zbog svojih izvornih rudarskih drvenih građevina iz 17. i 18. stoljeća, grad Røros je upisan na UNESCO-ov popis mjesta svjetske baštine u Europi 1980. godine.

## Povijest
Područje općine Røros je stoljećima služilo južnim pripadnicima naroda Saami za skupljanje krda sobova. God. 1644., upravitelj rudnika u Kongsbergu dozvolio je rudarenje bakra u planinama blizu Rauhaammaaren. Rudari su se naselili između velikih rudnika bakra kao što su: Storvola, GamleStorwartz i Nordgruve, te je tako nastao Røros.
Švedska vojska je zapalila grad 1678. i 1679. godine tijekom Skandinavskog rata. Tijekom Velikog sjevernog rata Šveđani su ponovno okupirali grad i sve rudnike bakra 1718. godine. No, nakon što je poginuo kralj Karlo XII., njihov zapovjednik De la Barre je poveo švedsku vojsku prema sjeveru gdje je više od 3,000 vojnika stradalo od hladnoće u planinama.
Nakon 1740. godine uslijedilo je zlatno doba roroških rudnika bakra, te se zbog pojačane potražnje počeo koristiti dinamit, a 1870-ih i velike bušilice. Željeznička pruga je došla 1877. godine, a 1897. godine ustanovljen je visokonaponski električni generator kako bi opsluživao rudarske strojeve, a u talionici je uveden besemerov postupak dobivanja čelika.
Nakon 333. godine rudarenja, zbog dugogodišnjeg pada cijene bakra i cinka, rudnici u Rørosu su zatvoreni 1977. godine.

## Znamenitosti
Rudarski grad Røros s industrijsko-ruralnom okolicom čini talionica Femundshytta i zimska transportna cesta, te oko 2000 drvenih rudarskih jednokatnica i dvokatnica. Većina ih je izgrađena od pocrnjenih drvenih dasaka čime se dobio srednjovjekovni izgled. Grad okružuju farme na području koje je Dansko-Norveška kruna dodijelila rudarskim poduzećima 1646. godine, kako bi dugotrajno opskrbljivali rudare.

## Vanjske poveznice
- Službena stranica[neaktivna poveznica] (norv.)
- Ljudi i farme  Arhivirana inačica izvorne stranice od 4. prosinca 2020. (Wayback Machine) (engl.)

### Ostali projekti
|  | Zajednički poslužitelj ima još gradiva o temi Røros |